# Municipio de Crystal (Dakota del Norte)
El municipio de Crystal (en inglés: Crystal Township) es un municipio ubicado en el condado de Pembina en el estado estadounidense de Dakota del Norte. En el año 2010 tenía una población de 50 habitantes y una densidad poblacional de 0,54 personas por km².

## Geografía
El municipio de Crystal se encuentra ubicado en las coordenadas 48°35′11″N 97°43′56″O / 48.58639, -97.73222. Según la Oficina del Censo de los Estados Unidos, el municipio tiene una superficie total de 91.94 km², de la cual 91,94 km² corresponden a tierra firme y (0 %) 0 km² es agua.

## Demografía
Según el censo de 2010, había 50 personas residiendo en el municipio de Crystal. La densidad de población era de 0,54 hab./km². De los 50 habitantes, el municipio de Crystal estaba compuesto por el 100 % blancos. Del total de la población el 0 % eran hispanos o latinos de cualquier raza.